# 若さま侍捕物帳
『若さま侍捕物帳』（わかさまざむらいとりものちょう）は、1978年（昭和53年）5月18日から10月19日までテレビ朝日系列にて毎週木曜日20時から20時54分に放映されたテレビ時代劇。田村正和主演。全18回。

## 概要
城昌幸の小説『若さま侍捕物手帖』を原作としている。ただし、主役の「若さま」は曲独楽の使い手で、居候先では船頭も務めるなど、登場人物の設定に本作独自のアレンジが見られる。
主演の田村正和は『眠狂四郎』（フジテレビ）や後年の『乾いて候』（フジテレビ）など、時代劇作品でもニヒルで虚無的なイメージが強いが、この作品では「べらんめぇ口調」で“粋でいなせな江戸っ子”を演じ、新境地を開いた。テンションの高い演技で画面狭しと走り回り、最後の殺陣でも派手な立ち回りを見せている。

## あらすじ
世は腐敗した天保時代。実は「さる大名の御落胤」だが、普段は船宿・喜仙の居候で船頭の“若さま”は、その持ち前の正義感から、髪結いの櫛巻きお紺、目明しの小吉と共に、江戸の街にはびこる悪を斬る。

## キャスト
- 若さま - 田村正和
  - 船宿「喜仙」の船頭をしているが、実はさる大名の御落胤[3]。人情に厚く、おせっかい焼き。何か事件が起こると仕事そっちのけで江戸の町を縦横無尽に走り回り、悪事の証拠をつかむ。そして最後は着流し姿で乗り込んで行き、圧倒的な強さで悪人どもを一人残らず討ち果たす。
  - なお、母方の祖父は曲独楽使いの名人で、若さまもその技を会得しており、悪人の元に乗り込む際、祖父仕込みの独楽を悪党に投げつけ、倒れた相手の額で独楽を回す秘技「命独楽夢幻」を披露する。
- 櫛巻きお紺 - ジャネット八田
  - 第1話である事件を追っていた元同心、原田（伊吹吾郎）に惚れて手を貸していたことでたまたま同じ事件を追うことになった若さまと知り合う。
  - 原田は悪人の手によって殺害されてしまうが、若さまがその仇を討ったことから仲間となる。
- 神田左京 - 嵐圭史（第2話、第3話を除く）
  - 江戸北町奉行所同心。真面目生一本の性格のため、時折若さまの行動に頭を痛めたりする。
- 佐々木俊蔵 - 瀬川新蔵
  - 江戸北町奉行所吟味方与力。女癖・酒癖が悪いのが難点で、そのせいで第9話で失態をしでかし、風烈廻り同心に格下げになる。
- お糸 - 佐藤万理
  - 喜平の娘。若さまに恋心を抱いている。
- 茂吉 - 村田吉次郎
  - 船宿「喜仙」の板前。
- 鶴吉 - 時任やまと
  - おふじの幼い息子。
- お里 - 大山貴子
  - 船宿「喜仙」の小女。
- 遠州屋小吉 - 松山省二
  - 左京の配下の目明しだが、実質的には若さまの子分的存在である。
- おふじ - 市原悦子（第3話を除く）
  - 絵草紙・錦絵「一文字屋」の女主人。若さまの母親的存在の女性。
- 喜平 - 伊藤雄之助（第2話、第3話を除く）
  - 船宿「喜仙」の主。見た目は好々爺だが、実は裏社会において一目も二目も置かれる存在。腕に花札の「芒に満月」（一般的には「二十坊主」と呼ばれる）の彫り物をしているところから、「二十坊主の親方」の二つ名を持つ。
  - なお、彼の腹心の子分には「芒に満月」の札を割符[4]にした物を渡してあり、若さまも持っている。
- 矢部駿河守 - 中村梅之助
  - 江戸北町奉行[5]。若さまの後見的存在。若さまのことは「わの字」と呼んでいる。人情味があり役職を鼻にかけることもなく、悪には厳しく下々には優しい。そのため部下だけでなく、江戸八百八町の人々から慕われている。
  - 剣術の腕前も相当なもので、第18話では圧倒的多数の旗本（くずれ）を相手に一人で立ち回り、次々に斬り捨てていく。最終的には生き残りを戦意喪失させて逃げ出させた上、自分はまるで無傷であった。

## スタッフ
- 原作：城昌幸
- 脚本：和久田正明、東條正年、石森史郎、高橋二三、土橋成男
- 監督：松尾正武、河野寿一、山崎大助
- 音楽：加納光記
- 主題歌：市川光興「夕陽のまつり」
- ナレーター（予告）：鈴木瑞穂
- 江戸独楽：やなぎ女楽、広井正昭
- 殺陣：山口博義
- 現像：東洋現像所
- プロデューサー：鈴木潔、福富哲
- 制作プロデューサー：駒井憲二、戸井公平
- 制作：前進座、国際放映、テレビ朝日

## 放映リスト（サブタイトルリスト）
| 話     | 放送日         | サブタイトル          | 脚本       | 監督     | ゲスト |
| ------ | -------------- | --------------------- | ---------- | -------- | --- |
| 第1話  | 1978年 5月18日 | 「命ごま参上!!」      | 和久田正明 | 松尾正武 | 原田新兵衛：伊吹吾郎、天満屋喜平太：田中明夫、老中・木村：森幹太、小野川良助：二瓶正也、西岡喜内：松山照夫、市子登：島田順司、夜鴉の吉蔵：山口博義、相模屋：幸田宗丸、権次：井上茂、商人：斎藤英雄、商人：小泉郁之助、助三：赤松秀樹、久六：鹿島研、芸妓・三喜：とりい三枝、番頭：岩田博行、ごろつき：池守佐千彦、厚化粧の女：那須のり子 |
| 第2話  | 6月01日        | 「参上!! 男の花道」   | 東条正年   | 松尾正武 | 美沙：三好美智子、清綱義兼：塚本信夫、佐竹真之助：柴田侊彦、戸倉播磨守：戸上城太郎、廻船問屋・仙石屋：長嶋隆一、旗本・磯村：片桐竜次、滝野：永野明彦、戸田：山下勝也、廻船問屋・辰巳屋：長谷川弘、与力・境：田村貫、親分・為蔵：早川研吉、筆頭与力：北川陽一郎、与力・田口：関口篤、料亭・女将：上野綾子、代貸・政吉：船渡伸二、番頭・仁助：佐野光洋、召使の爺：高松政雄、居酒屋の親爺：稲川善一、そば屋の親爺：永谷悟一、同心・横山：清郷秀人、手代・直吉：池内洋祥、七才の清綱：荻野尋、五才の佐竹：中垣一巳 |
| 第3話  | 6月08日        | 「参上!! 涙の大脱走」 | 石森史郎   | 松尾正武 | 植木職人・佐七：石山律雄、喜多八：財津一郎、嘉八：伊藤高、お袖：村田みゆき、大岡金四郎：山崎竜之介、囚人・金造：鈴木慎、囚人・鮫松・天野新七、石出帯刀：小田部通麿、古賀宗康：小林重四郎、松前屋嘉平太：立原博、囚人・平助：市村昌治、囚人・猪十：浜伸二、笠置屋：岩城力也、番頭・伊助：岡本征雄、亀山：佐々木一哲、おゆき：鈴木輝江(子役)、用人・峯村・古川隆、浪人・杉井：君塚正純、浪人・林・北斗太郎 |
| 第4話  | 6月15日        | 「参上!! 悲恋の罠」   | 東条正年   | 河野寿一 | お千代：和泉雅子、相模屋久兵衛：須賀不二男、下総屋徳兵衛：高城淳一、米問屋太田屋：幸田宗丸、田原：石橋雅史、定吉：伊藤高、山崎：八木隆、石川：山下徹、木下：三井恒、坂本：福山雅一、お菊：千田梨香、婆や：槇ひろ子、夏木順平、峯田智代 |
| 第5話  | 6月22日        | 「参上!! 地獄花」     | 和久田正明 | 松尾正武 | お里：大山貴子、三田村常陸守：小山源喜、天海尼：原良子、高松十兵衛：田口計、本多山城守：小笠原弘、権八：市村昌治、清松尼：松川純子、宗達：森章二、仏壇屋弥兵衛：北川陽一郎、才蔵：津村ひろし、茶坊主：石光豊、中間：佐野光洋、芸者：岩瀬裕美、小僧：進藤智秀、春麗尼：双葉かおる、尼僧：矢沢祐紀、尼僧：前川恵美、尼僧：田谷隆子、尼僧：川崎佳代子、尼僧：小野幸子、泥棒：星野晃、居酒屋の少女：乙井幸子 |
| 第6話  | 6月29日        | 「参上!!寄席ばやし」  | 高橋二三   | 山崎大助 | 山下角之進：左右田一平、山下角之進の妻・八重：和田幾子、山下信太郎:丹呉年克、信濃屋：山岡徹也、骨董屋：須藤健、浪曲家・辰丸：稲吉靖司、寄席の主人増造：坂東太三郎、湯浅能登守：杣英二郎、浪人・前田：野田産吉、寄席の客：邦創典、格之進：野瀬大輔、吉之助：伊藤康臣、小松世志男、高野慎一、坂上大明 |
| 第7話  | 7月13日        | 「参上!! 悪魔の使者」 | 和久田正明 | 松尾正武 | お里：大山貴子、お島：三条泰子、天魔の五郎蔵：曽根晴美、耳助：井上茂、左母次：浜伸二、大工：和久井節緒、丑松：大村千吉、人質の少女：鈴木輝江(子役)、用人：村上幹夫、大工の女房：阿部光子、立野直、安田恵美子 |
| 第8話  | 7月20日        | 「参上!! 殺しの番号」 | 高橋二三   | 松尾正武 | お澄：栗田ひろみ、堀田長門守：北原義郎、惣助：天野新士、平井啓之進：加藤和夫、杉田昌三郎：中田博久、住職・英心：織本順吉、外山：市原清彦、おかみさん：戸田千代子、同心：相原巨典、版木屋：小池幸次、お松：新城美恵子、瓦版売り：都家歌六、芸者：山本恵子 |
| 第9話  | 7月27日        | 「参上!! 夜桜お吉」   | 和久田正明 | 河野寿一 | お吉：浅野真弓、嶋屋治兵衛：南原宏治、文吉：入川保則、利助：北相馬宏、千代松：うえだ峻、半兵衛：和田一壮(和田恵秀)、品川：中野文吾、大崎：鈴木誠一、政吉：山口譲、願人坊主：麻生亮、若原初子、小川通子、住吉由美子、長井悟、加藤茂雄、志村幸江、八木和子、石井京子、渡辺利津子 |
| 第10話 | 8月3日         | 「参上!! 謎の短銃」   | 東条正年   | 山崎大助 | 人足頭・吉蔵：高松英郎、岡っ引き・安兵衛：玉川良一、外村外記：石浜朗、廻船問屋・佐渡屋：武藤英司、風見：大林丈史、番頭・平助：守屋俊志、原田美濃守：荒木将久、吉松：松田剣、留守居役・大山：山田昭一、人足・梅吉：河内喜一朗、人足・勘平：赤松秀樹、芸者：藤本扇幸、芸者：藤本美乃、芸者：美波駒千江 |
| 第11話 | 8月10日        | 「参上!! 恐怖の妖刀」 | 東条正年   | 山崎大助 | 刀匠・広秋：中尾彬、刀匠・広正：速水亮、刀匠・康重：神田隆、老中・木村：森幹太、榊原伊織：富田浩太郎、旗本・吉武：勝部演之、旗本・高瀬：木村元、親分・仲蔵：中村竜二郎、親分・辰吉：灰地順、親分・久兵衛：早川研吉、旗本・西野：大東俊治、代貸・仁吉：田村貫、築地博、大峰順二、松本敏男、池上臣也、草間璋夫、藤本秀子 |
| 第12話 | 8月17日        | 「参上!! 女岡っ引」   | 土橋成男   | 山崎大助 | お新：結城しのぶ、徳次：玉川長太、田辺数馬：御木本伸介、柳田平九郎：黒部進、小笹：沖田駿一、水野壱岐守：吉田柳児、内藤豊後守：最上龍二郎、永井将監：入江正徳、板倉：根岸一正、磯村：大和田進、佐野：中村良二、治助：富永高敏、辰巳屋源兵衛：松尾文人、永谷悟一、尾崎八重 |
| 第13話 | 8月24日        | 「参上!! 赤い影法師」 | 石森史郎   | 山崎大助 | 飯田和馬：風間杜夫、和馬の妹・加代：鈴鹿景子、天草屋：砂塚英夫、中丸剛右衛門：鈴木昭生、原田美濃守：荒木将久、方丈：瀬良明、西島：鈴木和夫、広次：峰村銀、馬場：大浜詩郎、母・美和：草村礼子、お絹：おかりまゆみ、国松：松田洋治(子役)、奥山：松村建也、番頭：門脇三郎、小松世志男、若松由美子 |
| 第14話 | 8月31日        | 「参上!! 黒い罠」     | 土橋成男   | 山崎大助 | 穴戸右近：今村民路、菊乃：三浦布美子、塚原主膳：嵐芳夫、尾形蔵人：浅香春彦、源次：桂淳平、石見屋重蔵：西島悌四郎、彦造：西村淳二、堀部将監：真木恭介、時之助：鹿島信哉、女中：和気ますみ |
| 第15話 | 9月14日        | 「参上!! 吸血鬼」     | 土橋成男   | 河野寿一 | お雪：萩奈穂美、相模屋：吉田義夫、黒田弾正：北上弥太朗、用人・佐伯：菅貫太郎、お妙：篠田まさ子、源太：森川公也、おくら：野中マリ子、おたき：由起艶子、おとよ：戸川暁子、女衒・為吉：西村淳二、与力・磯村：久保幸一、目明し・定吉：菅沼赫、本多豊後守：宮本嚝二朗、お兼：五月晴子、浦上：成瀬昌彦、勇次：徳弘夏生、お光：井上裕季子、金十：兼松隆、女中・おまさ：沢柳廸子 |
| 第16話 | 9月28日        | 「参上!! 幻の用心棒」 | 和久田正明 | 松尾正武 | 伊三郎：寺田農、永井若狭守：外山高士、住吉屋久蔵：宮島誠、七兵衛：里木左甫良、土左衛門：鈴木俊介、医者：五藤雅博、駄菓子屋亭主：佃文伍、内儀：南条みずえ、佐助：笠原英揮、仁蔵：西川信吾、佐貫屋：千代田弘、絵師：加藤茂雄、煮込み屋の少女：宮久美子(子役)、鉄翁：辰巳柳太郎 |
| 第17話 | 10月12日       | 「参上!! 子ども鼠」   | 高橋二三   | 河野寿一 | 壷井平七郎：佐々木剛、彦坂軍太夫：深江章喜、人形師・孫作：日野道夫、長崎屋徳衛：山本麟一 、山田伊勢守：生井健夫、お邦：谷口香、西海屋藤兵衛：西川敬三郎、お琴：今村文恵、お信：鈴木輝江(子役)、庄太：新垣嘉啓、おかみさん：若原初子、白首女：志村幸江、母親：小梅とよ子、那須のり子、大小原繁 |
| 第18話 | 10月19日       | 「参上!! 悪女狩り」   | 和久田正明 | 松尾正武 | 与平：中尾彬、おえん：池波志乃、馬吉：小島三児、お杉：本間文子、お夏：田辺節子、渡海屋：今橋恒、三田村：保科三良、職人：三由茂、医者：岩城力也、村川：南治、早瀬：森下明、やくざ：加藤寿、女中：沢井順子、戸塚孝、川名美也子、那須のり子、熊谷卓三 |